# نورتهایم
نورتهایم (به آلمانی: نرتهایم) یک در آلمان است که در نورتهایم واقع شده‌است.

## خصوصیات
نورتهایم ۳۰٬۰۷۴ نفر جمعیت دارد.

## خواهرخوانده
شهرهای Prudnik، Gallneukirchen، Tourlaville و Gmina Prudnik خواهرخوانده‌های نورتهایم هستند.